# Euphorbia holmesiae
Euphorbia holmesiae là một loài thực vật có hoa trong họ Đại kích. Loài này được Lavranos mô tả khoa học đầu tiên năm 1992.